# BBC Food
BBC Food byl satelitní kanál BBC, respektive BBC Worldwide. Vysílal od roku 2002 do roku 2008.

## Historie
Kanál zahájil vysílání 19. června 2002 v Jižní Africe a Skandinávii.

## Program
Kanál vysílal hlavně pořady o vaření moderované známými britskými kuchaři jako jsou Jamie Oliver, Nigella Lawson nebo Gary Rhodes. Mnoho těchto pořadů bylo produkováno přímo BBC, jiné nezávislými produkčními společnostmi.
Ve Spojeném království a Irsku vysílá podobný program Good Food pod hlavičkou UKTV a je tedy vlastněn pomocí joint venture mezi BBC Worldwide a Scripps Networks Interactive.

## Zánik
BBC Food přestal v Africe vysílat v září 2008 a ve Skandinávii 26. prosince 2008. Webová stránka BBC Food se stala neaktivní. BBC Food nahradil BBC Lifestyle.